# Erythroxylum firmum
Erythroxylum firmum är en tvåhjärtbladig växtart som beskrevs av John Gilbert Baker. Erythroxylum firmum ingår i släktet Erythroxylum och familjen Erythroxylaceae. Inga underarter finns listade i Catalogue of Life.